# فرانسيس ريد (مخرجة)
فرانسيس ريد (بالإنجليزية: Frances Reid)‏ هي مصورة سينمائية ومنتجة أفلام ومخرجة أمريكية، ولدت في القرن العشرين.

## وصلات خارجية
- فرانسيس ريد على موقع IMDb (الإنجليزية)
- فرانسيس ريد على موقع أول موفي (الإنجليزية)
- فرانسيس ريد على موقع قاعدة بيانات الفيلم (الإنجليزية)
- فرانسيس ريد على موقع كينوبويسك (الروسية)